# Boris Dittrich
Boris Ottokar Dittrich (phát âm tiếng Hà Lan: [ˈboːrɪz ˈditrix]; sinh ngày 21 tháng 7 năm 1955) là một chính khách người Hà Lan của đảng Dân chủ 66 (D66), nhà tư pháp, tác giả và nhà hoạt động nhân quyền. Ông là Nghị sĩ Thượng viện kể từ ngày 11 tháng 6 năm 2019.
Cha của Dittrich đến Hà Lan với tư cách là người xin tị nạn chính trị từ Tiệp Khắc năm 1948, ông trở thành giáo sư về lịch sử Đông Âu tại Đại học Utrecht.
Boris Dittrich lớn lên ở Utrecht và học trường luật tại Đại học Leiden. Ông làm luật sư ở Amsterdam từ năm 1981 đến năm 1989 và sau đó làm thẩm phán tại tòa án quận Alkmaar từ năm 1989 đến năm 1994. Dittrich kết hôn với nhà điêu khắc người Hà Lan/Israel Jehoshua Rozenman và cũng là một nhà hoạt động.

## Phương tiện truyền thông
Trong quá trình làm việc vận động của mình cho Tổ chức Theo dõi Nhân quyền, Dittrich đã đưa ra nhiều cuộc phỏng vấn về quyền LGBT.
- Interview MSNBC about the anti-homosexuality bill in Uganda, USA, 2010
- Interview New Zealand TV, 2012 Lưu trữ 2013-10-05 tại Wayback Machine
- Interview Teddy Awards, Berlinaler Film Prize, 2013
- Interview ‘Altijd Wat’ NCRV, Dutch TV, May 2013
- Interview Russia Today, Russian state TV interview on the anti-gay propaganda law in Russia, August 2013
- Interview Der Spiegel Online, Germany, 2013
- Interview La Liberation, France, 2013
- [www.ticotimes.net/2016/04/01/costa-rica-gay-marriage-progress]
- Interview The Sunday Leader, Sri Lanka 2016
- Interview El Espectador, Colombia, 2017 (không có liên kết có sẵn nữa)